# Czechowice-Dziedzice Przystanek
Czechowice-Dziedzice Przystanek – przystanek kolejowy w Czechowicach-Dziedzicach, w powiecie bielskim, w województwie śląskim. Zlokalizowany jest na wysokości 262 m n.p.m.

## Historia
Przystanek kolejowy został otwarty 15 stycznia 1906 roku. W budynku została zlokalizowana poczekalnia i pomieszczenie dróżnika. Na przełomie maja i czerwca 2011 roku przeprowadzono remont obiektu. Wówczas wymieniona została stolarka okienną i drzwiowa z dachem. Natomiast elewacja została ocieplona i pomalowana. Niedaleko przystanku poprowadzono tor stanowiący połączenie bocznicy rafinerii z bocznicą zapałkowni. Po uruchomieniu pociągów przez Koleje Śląskie w grudniu 2012 roku zadecydowano o likwidacji postoju pociągów na przystanku. Od rozkładu jazdy wprowadzonego 9 czerwca 2013 roku na przystanku zatrzymywały się tylko wybrane pociągi osobowe.

## Ruch pasażerski
| Rok  | Wymiana pasażerska na dobę |
| ---- | -------------------------- |
| 2017 | 20-49                      |
| 2022 | 50-99                      |